# Pastor Mike Jr.
Michael DeWayne McClure Jr. (Nascido em 15 de junho de 1983, em Birmingham, Alabama), conhecido como pastor Mike Jr., é um artista de música gospel contemporânea, comunicador e  pastor americano de Birmingham, Alabama.  Ele é fundador da igreja "Rock City", que está  em Ohio, Kentucky e Indiana.  Ele é considerado pela Billboard a ser o primeiro artista na história a bater recorde  da lista hits em primeiro lugar.
Ele lançou o álbum de estreia, Live Free em 20 de setembro de 2019 pelas empresas "Blacksmoke Music Worldwide and Rock City Media Group".  O álbum foi estreiado em sexto lugar na lista Top álbuns gospel, e depois alcançou o primeiro lugar.  seguido de "I Got It: Singles Ministry, Vol 1", lançado em 13 de agosto de 2021, pela empresa "Blacksmoke".  O terceiro álbum de estúdio," Impossible", que foi lançado em 3 de fevereiro de 2023, pela "Worldwide Music", e que alcançou o quarto lugar na lista de top álbuns gospel.